# Pulverkaffe
Pulverkaffe er en drik, der er baseret på bryggede kaffebønner, og som muliggør hurtig tilbederedning af kaffe ved at tilføje varmt vand eller mælk. Kaffen kaldes også instantkaffe, instant kaffe og neskaffe som er en dannet efter varemærket "Nescafé". Kaffen er i pulveriseret eller krystalliseret form. Instant kaffe er enten fremstillet ved frysetørring eller spraytørring.
Instant eller opløselig kaffe blev opfundet og patenteret i 1890, af David Strang fra Invercargill, New Zealand. George Constant Louis Washington udviklede sin egen instant kaffe proces, som blev kommercialiseret i 1910. Nescafé-mærket blev introduceret i 1938.